# 난칸정
난칸정(일본어: 南関町 난칸마치[*])은 일본 구마모토현 북서부에 있는 다마나군의 정으로, 산으로 둘러싸여 있다. 정명은 고대부터 이곳에 놓인 관문에서 유래한다.

## 지리
구마모토현 서북단부에 위치하고 북부에서 서부에 걸쳐 후쿠오카현과 접하고 있다. 구마모토시에서 북서쪽으로 약 50km, 후쿠오카시에서 남쪽으로 약 70km 거리이다. 정의 북쪽에서 남동쪽 방향으로 규슈 자동차도가 통과한다.

### 인접한 자치체
- 구마모토현
  - 다마나시
  - 아라오시
  - 다마나군 나고미정

- 후쿠오카현
  - 오무타시
  - 미야마시

## 역사
- 1889년 4월 1일 - 정촌제 시행으로 현재의 정역에 다마나군 난칸정·사카키촌·오하라촌·사카시모촌·요네도미촌이 성립하였다.
- 1955년 4월 1일 - 난칸정·사카키촌·오하라촌·사카시모촌·요네도미촌이 대등 합병해 새로운 난칸정이 성립하였다.

## 교통

### 도로
- 규슈 자동차도
- 국도 443호선